# 1972年ミュンヘンオリンピックのアルゼンチン選手団
1972年ミュンヘンオリンピックのアルゼンチン選手団（1972ねんミュンヘンオリンピックのアルゼンチンせんしゅだん）は、1972年8月26日から9月11日にかけて西ドイツのミュンヘンで開催されたオリンピックのアルゼンチン選手団、およびその競技結果。

## メダル
| メダル   | 選手名           | 競技       | 種目               |
| -------- | ---------------- | ---------- | ------------------ |
| 銀メダル | Alberto・Demiddi | ボート競技 | 男子シングルスカル |